# Erioptera (Erioptera) circumambiens
Erioptera (Erioptera) circumambiens is een tweevleugelige uit de familie steltmuggen (Limoniidae). De soort komt voor in het Afrotropisch gebied.